# Josh Thompson (Sänger)
Josh Thompson (* 23. Januar 1978 in Cedarburg, Wisconsin) ist ein US-amerikanischer Countrysänger.

## Biografie
Im Jahr 2005 ging der in Wisconsin aufgewachsene Thompson in die Country-Hauptstadt Nashville. Dort trat er einige Zeit mit Band auf, bevor ihn Columbia entdeckte und unter Vertrag nahm. 2009 hatte er einen ersten Erfolg mit dem Song Beer on the Table, der in den Countrycharts bis auf Platz 17 vorstieß.
Es folgte im Frühjahr 2010 sein Debütalbum Way Out Here, das ebenso wie der ausgekoppelte Titelsong nicht nur in den Country-, sondern auch in den offiziellen Charts erfolgreich war.

## Diskografie
Alben
- Way Out Here (2010)
- Turn It Up (2014)

Singles
- Beer on the Table (2009)
- Way Out Here (2010)
- Won’t Be Lonely Long (2010)